# ان‌جی‌سی ۷۵۸۵
ان‌جی‌سی ۷۵۸۵ (انگلیسی: NGC 7585) یک کهکشان عدسی شکل با شکلی خاص که از برهم کنش بین دو کهکشان ناشی می‌شود. این کهکشان در فاصله ۱۴۵ میلیون سال نوری از زمین در صورت فلکی دلو قرار دارد که با توجه به ابعاد ظاهری آن، به این معنی است که NGC 7585 حدود ۱۰۰۰۰۰ سال نوری وسعت دارد. این کهکشان در ۲۰ سپتامبر ۱۷۸۴ توسط ویلیام هرشل کشف شد.